# Richia agis
Richia agis là một loài bướm đêm trong họ Noctuidae.